# テンピ (アリゾナ州)
テンピ（英: Tempe、発音：/ˈtɛm'piː/、ピマ語ではオイドバド）は、アメリカ合衆国アリゾナ州のマリコパ郡にある都市。フェニックス都市圏に含まれる。人口は18万0587人（2020年）である。名称はギリシャの「テンピの谷」（en:Vale of Tempe）に因む。
周辺は西がフェニックスとグアダルーペ、北がスコッツデール、南がチャンドラー、東はメサに接している。テンピにはアリゾナ州立大学の最古かつ最大のキャンパスがある。かつて、アメリカ・エアウェイズ・グループが本社を置いていた。

## 歴史

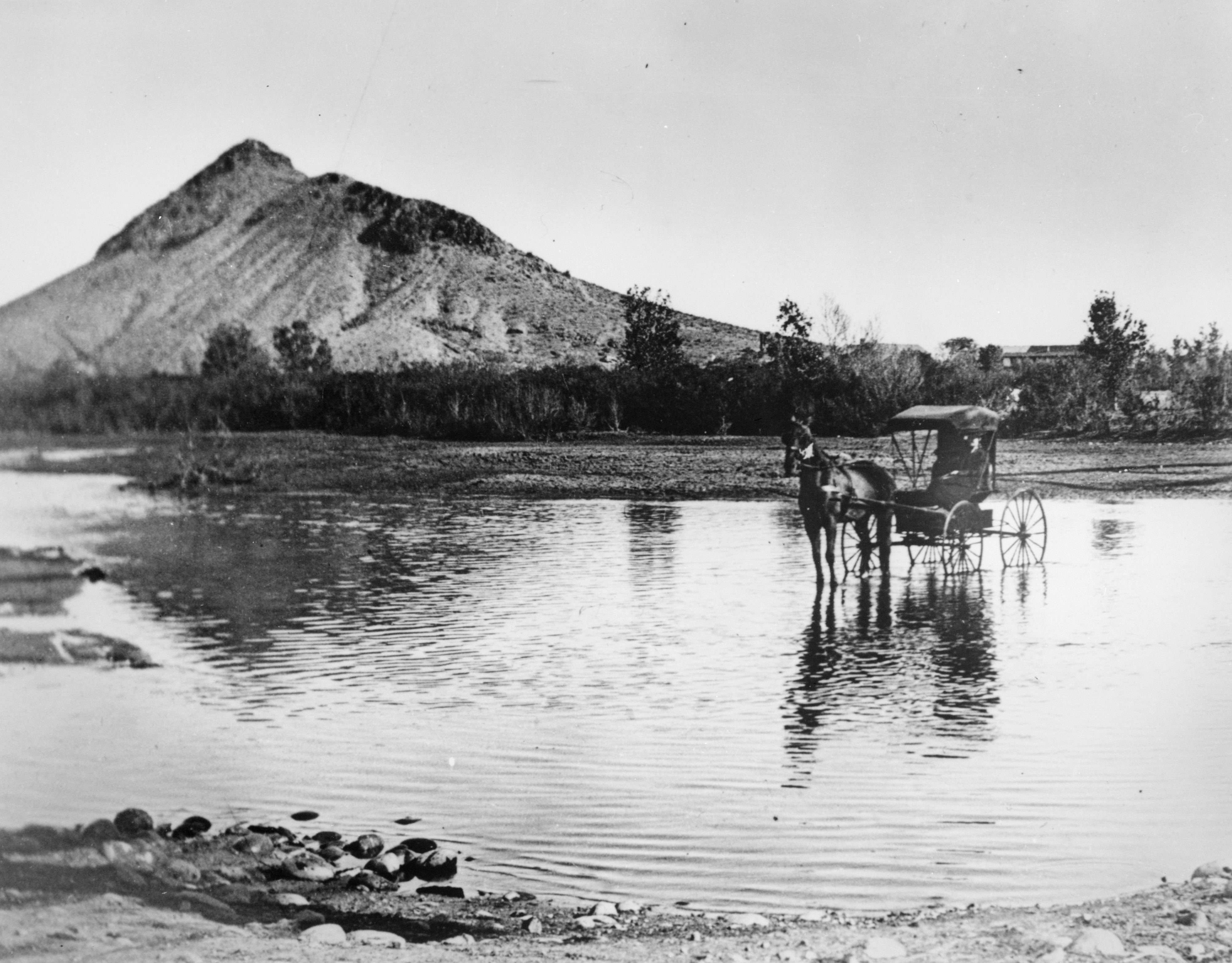
1870年から1880年のテンピ、左奥はヘイデン・ビュート

ホホカム族インディアンがこの地域に最初に住み、その農業を支えるために運河を建設した。彼等は1400年代にその開拓地を放棄し、幾らかの個人や家族が近くに残った。
1865年にソルト川上流にマクダウェル砦が建設されそれより下流に新しい町の建設が可能になった。砦に食料を供給するためにアメリカ陸軍の兵士やヒスパニックの労働者が雇われて穀物栽培や家畜の飼育を行い、1年足らず後には川のそばに小さな宿営地が造られて、ホホカム族インディアンが居なくなった後では最初の恒久的な地域社会になった（その後間もない1867年から1868年にフェニックスに開拓地ができた）。ヘイデン・ビュートの東西に、チャールズ・T・ヘイデンが運行する渡し場に因んだ「ヘイデンズ・フェリー」と、「サン・パブロ」の2つの開拓地ができた。この渡しは地域で重要な渡河手段となった。テンピ灌漑運河会社が間もなく設立され、ムラサキウマゴヤシ、小麦、大麦、オートムギおよび綿花の栽培のために水を供給した。
開拓者のダレル・デュッパが1879年に採用されたテンピの名前を提案された者とされており、高さ300フィート (90 m) のビュート（切り立った丘）に近いソルト川渓谷を、ギリシャのオリンポス山に近いテンピの谷に擬えたものだった。
1885年、第13アリゾナ準州議会が準州師範学校の建設地にテンピを選択し、これが後にアリゾナ師範学校、アリゾナ州教師カレッジ、アリゾナ州立カレッジと変わり、最後にアリゾナ州立大学となった。
1887年に建設されたマリコパ・アンド・フェニックス鉄道がテンピでソルト川を渡り、この町はこの国で成長する輸送システムの一部になった。テンピ土地改良会社が結成され、ブームとなった町の区画を販売した。テンピは周辺の農業地域に対し経済の中継点になった。1894年には市制が布かれた。
1911年にルーズベルト・ダムが完成し、大きくなっていた渓谷の農夫の需要に見合うだけの水を補償した。元大統領のセオドア・ルーズベルトはこのダムの落成式に向かう途中で、アリゾナ州中部の人々の業績を称賛し、この町は将来繁栄することになると予言した。その後1年も経たないうちに、アリゾナ州は合衆国48番目の州として昇格が認められ、ソルト川は発展を続けた。
20世紀と21世紀、テンピはフェニックスの郊外として拡大しただけでなく、教育の中心として、またそれ自体の商業の中心として発展した。

## 経済

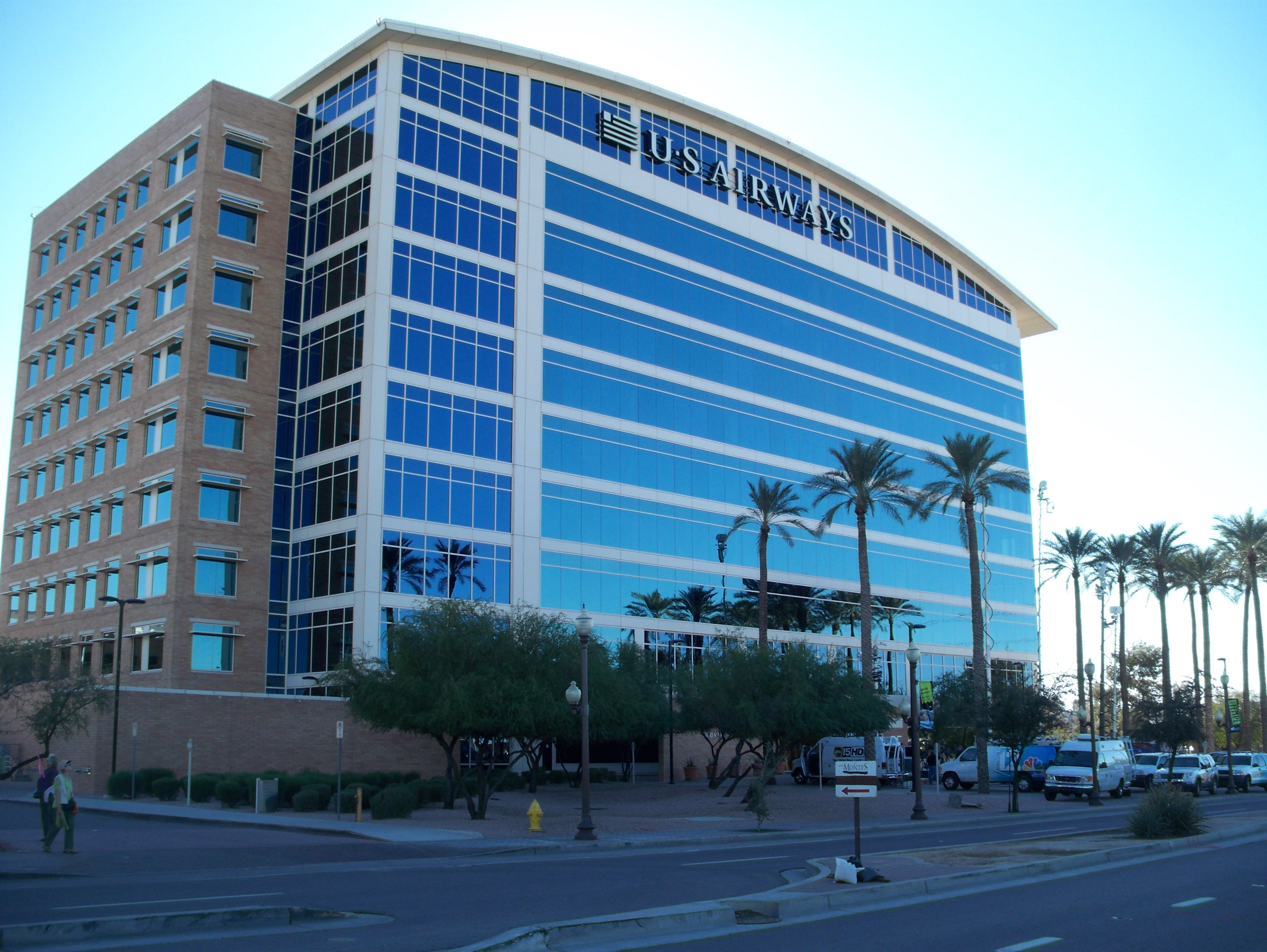
元アメリカ・エアウェイズ・グループの本社

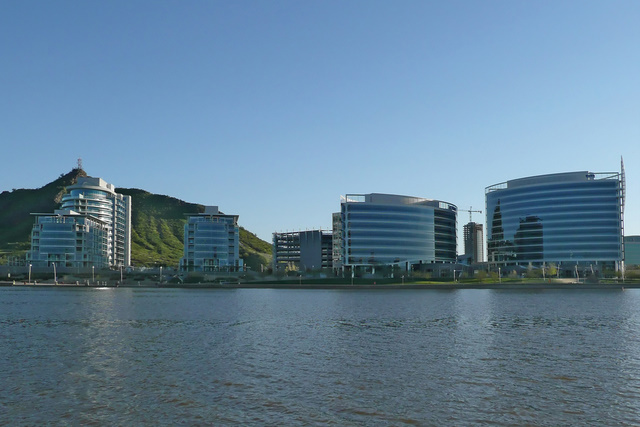
テンピ中心街北端のヘイデン・フェリー・レイクサイド

テンピにはインサイト・エンタプライジーズの本社がある。その他にもライムライト・ネットワークス、ライフロック、ファーストソーラー、フルトン・ホームズおよびモービル・ミニが本社を構えている。アイスクリームのコールド・ストーン・クリーマリーは当初テンピに本社を置いており、1号店は現在でもテンピのマクリントック・ドライブ南3330で営業を続けている。テンピには、かつてアメリカ・エアウェイズ・グループ本社があった。
またアリゾナ州立大学で最大のキャンパスもある。長い間フィエスタボウルを開催してきたが、そのボウル・チャンピオンシップ・シリーズの試合は2007年にグレンデールにあるフェニックス大学スタジアムに移された。現在はインサイト・ボウルを開催している。エドワード・ジョーンズ・インベストメントがテンピに地域本社を置いている。
テンピには、ガメージ・オーディトリアムやテンピ芸術センターなど幾つかの大きな劇場がある。
大晦日の夜、国内でも最大級の年越し祭であるインサイト・フィエスタボウル・ブロックパーティが開催される。この行事では通常全国レベルのバンドがコンサートを開き、その他幾つかの地元や全国のバンドが参加する。ガメージ・オーディトリアムは2004年アメリカ合衆国大統領選挙で候補者の討論が行われた3会場の1つであり、第30回スーパーボウルはサンデビル・スタジアムで行われた。さらにロサンゼルス・エンゼルスの春季キャンプ地でもある。
アリゾナ州最大級のショッピングモールであるアリゾナ・ミルズは隣町のグアダルーペとの境界近くにある。南の市境近くには、アリゾナ州で初めてのイケア支店ができた。屋外大規模モールで生演奏と水とレーザーのショーを演じるテンピ・マーケットプレースはテンピ・タウン・レイクの直ぐ北にある。
ヘイデン・ビュートの直ぐ西にあるミル・アベニューは歩行者や学生に人気のあるショッピングと娯楽の地域である。テンピ・タウン・レイクの完成によって、この貯水池に沿った商業と高層ビルの開発が続き、急速にミル・アベニューやテンピ中心街のスカイラインを変化させている。

## 教育
テンピでは多数の教育学区によって管轄されている。
テンピの大半はテンピ小学校学区とテンピ統一高校学区に入っているが、その他にカイリーン学区、スコッツデール統合学区およびメサ公立学校学区に入っている地域がある。
アリゾナ州内で主要な3大学の一つアリゾナ州立大学があり、またマリコパ郡コミュニティカレッジの管理事務所もある。
また先端技術大学があり、ゲーム美術とアニメーション、ゲームプログラミング、ゲームデザインでの学位を提供する他、その他様々な分野の学位を提供している。

## 人口動態

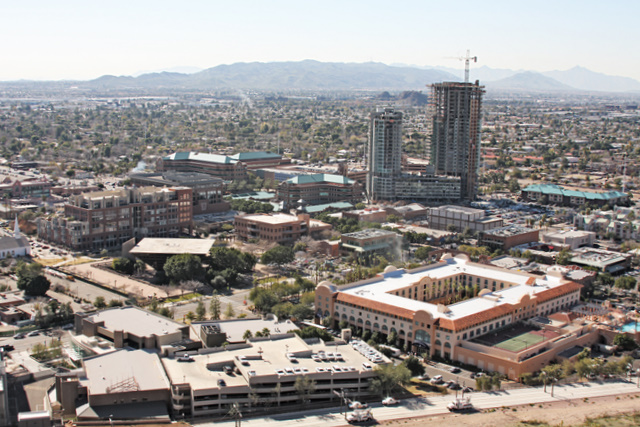
テンピ中心街、ヘイデン・ビュートから眺める

以下は2006年の国勢調査推計による人口統計データである。
| 基礎データ - 人口: 169,712人 - 世帯数: 63,602世帯 - 家族数: 33,645家族 - 人口密度: 1,528.8人/km2（3,959.4人/mi2） - 住居数: 67,068軒 - 住居密度: 646.4軒/km2（1,674.1軒/mi2） 人種別人口構成 - 白人: 77.51% - アフリカン・アメリカン: 3.66% - ネイティブ・アメリカン: 2.01% - アジア人:4.75% - 太平洋諸島系: 0.29% - その他の人種: 8.49% - 混血: 3.30% - ヒスパニック・ラテン系: 17.95% 年齢別人口構成 - 18歳未満: 19.8% - 18-24歳: 21.3% - 25-44歳: 33.2% - 45-64歳: 18.5% - 65歳以上: 7.2% - 年齢の中央値: 29歳 - 性比（女性100人あたり男性の人口） - 総人口: 106.9 - 18歳以上: 107.1 | 世帯と家族（対世帯数） - 18歳未満の子供がいる: 24.4% - 結婚・同居している夫婦: 38.4% - 未婚・離婚・死別女性が世帯主: 9.7% - 非家族世帯: 47.1% - 単身世帯: 28.5% - 65歳以上の老人1人暮らし: 4.6% - 平均構成人数 - 世帯: 2.41人 - 家族: 3.05人 収入と家計 - 収入の中央値 - 世帯: 42,361米ドル - 家族: 55,237米ドル - 性別 - 男性: 36,406米ドル - 女性: 28,605米ドル - 人口1人あたり収入: 22,406米ドル - 貧困線以下 - 対人口: 14.3% - 対家族数: 7.5% - 18歳未満: 13.6% - 65歳以上: 5.1% 貧困線以下の対人口比率が高いのは数多い学生が住んでいるからであり、地域全体の収入には反映されない。 |

## 地理
テンピ市内にはテンピ・ビュートの丘がある。ソルト川が西から北部を流れている。この川の一部は2箇所で堰き止められてテンピ・タウン・レイクを造っている。
アメリカ合衆国国勢調査局による報告では、この内陸の町の市域全面積は40.2平方マイル (104.1 km2)、このうち陸地が40.1平方マイル (103.8 km2) であり、水域は0.1平方マイル (0.3 km2)、水域率は0.32%である。
市内は概して平坦であり、サンデビル・スタジアムに隣接するヘイデン・ビュートが例外である（その南面にアリゾナ州立大学の頭文字ロゴが置かれているためにAマウンテンの名がある）。その他市の西端にツイン・ビュートとベル・ビュート、北西のフェニックス市内にパパゴ公園が高台である。標高はテンピ・タウン・レイクの1,140フィート (347 m) からヘイデン・ビュート頂上の1,495フィート (456 m) まである。

## スポーツ

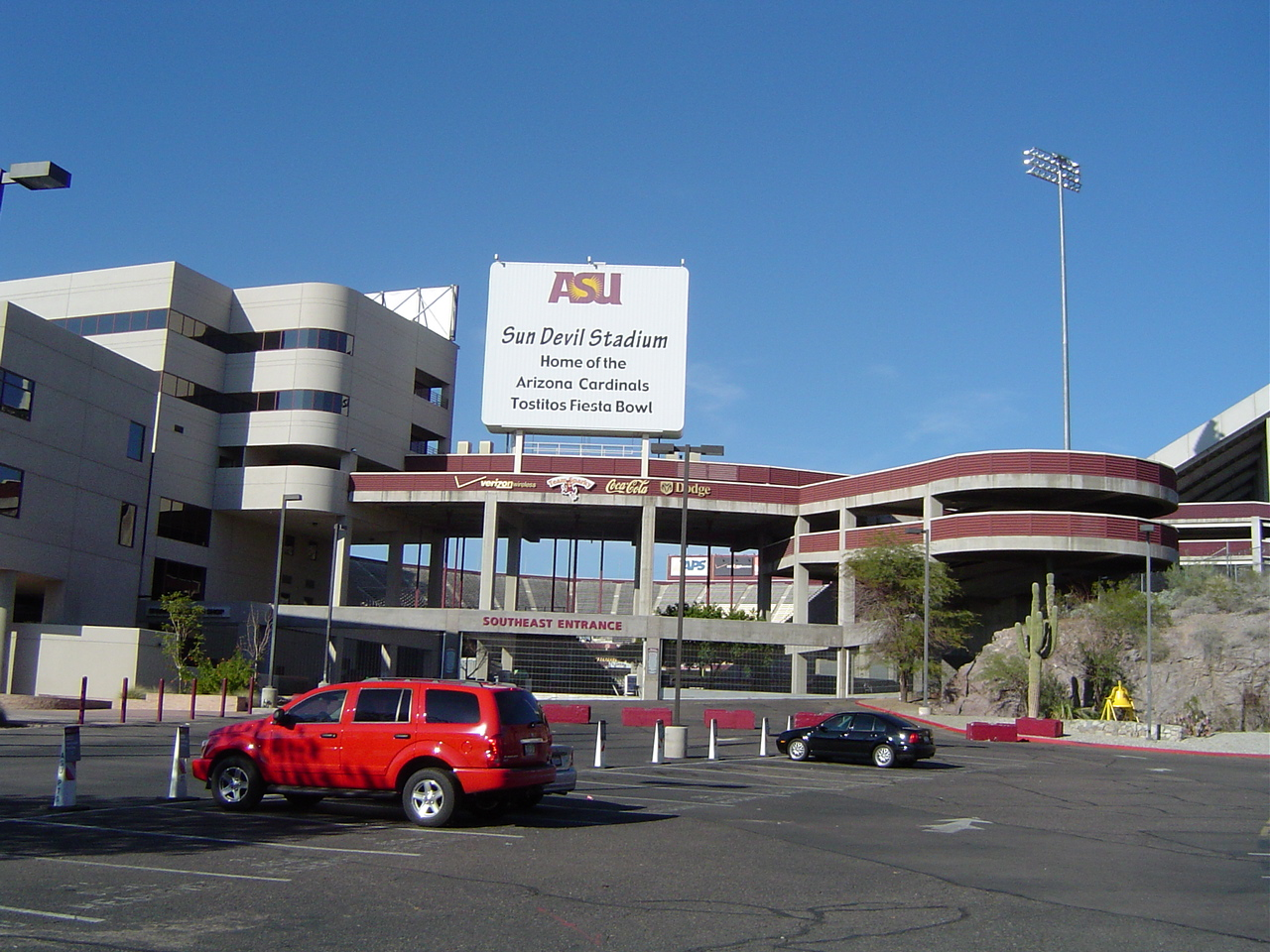
サンデビル・スタジアム

現在テンピにはプロのメジャースポーツチームが居ない。しかし、1987年から2006年まではアリゾナ・カージナルスがサンデビル・スタジアムを本拠にしていた。カージナルスはその後グレンデールのフェニックス大学スタジアムに移った。住人の多くは近くのフェニックスやグレンデールのチームを応援している。
　NHLのアリゾナ・コヨーテズが、アリゾナ州立大学の施設であるマレット・アリーナを2022ｰ23シーズンから使用していたが、新アリーナの建設に対してテンピの市議会で否決されたため、新アリーナの建設は見込めないとして、コヨーテズは2023-24シーズンをもって活動を停止し、球団は消滅した。
アリゾナ州立大学のサンデビルズはNCAAのパシフィック12カンファレンスで、アメリカンフットボール、バスケットボール、野球など多くのスポーツを競っている。サンデビルズのフットボールチームはサンデビルズ・スタジアムで試合を行っており、この競技場では2007年までフィエスタボウルが毎年開催され、その後はグレンデールの新しいフェニックス大学スタジアムに移った。一番近くにいるライバルはツーソンにあるアリゾナ大学のワイルドキャッツである。この2つのチームは地域カップの制覇を巡って「砂漠の決闘」試合で競っている。
2006年以降はサンデビルズ・スタジアムでインサイト・ボウルを開催してきた。
総合格闘技の訓練組織であるアリゾナ・コンバットスポーツがテンピにある。

## 交通

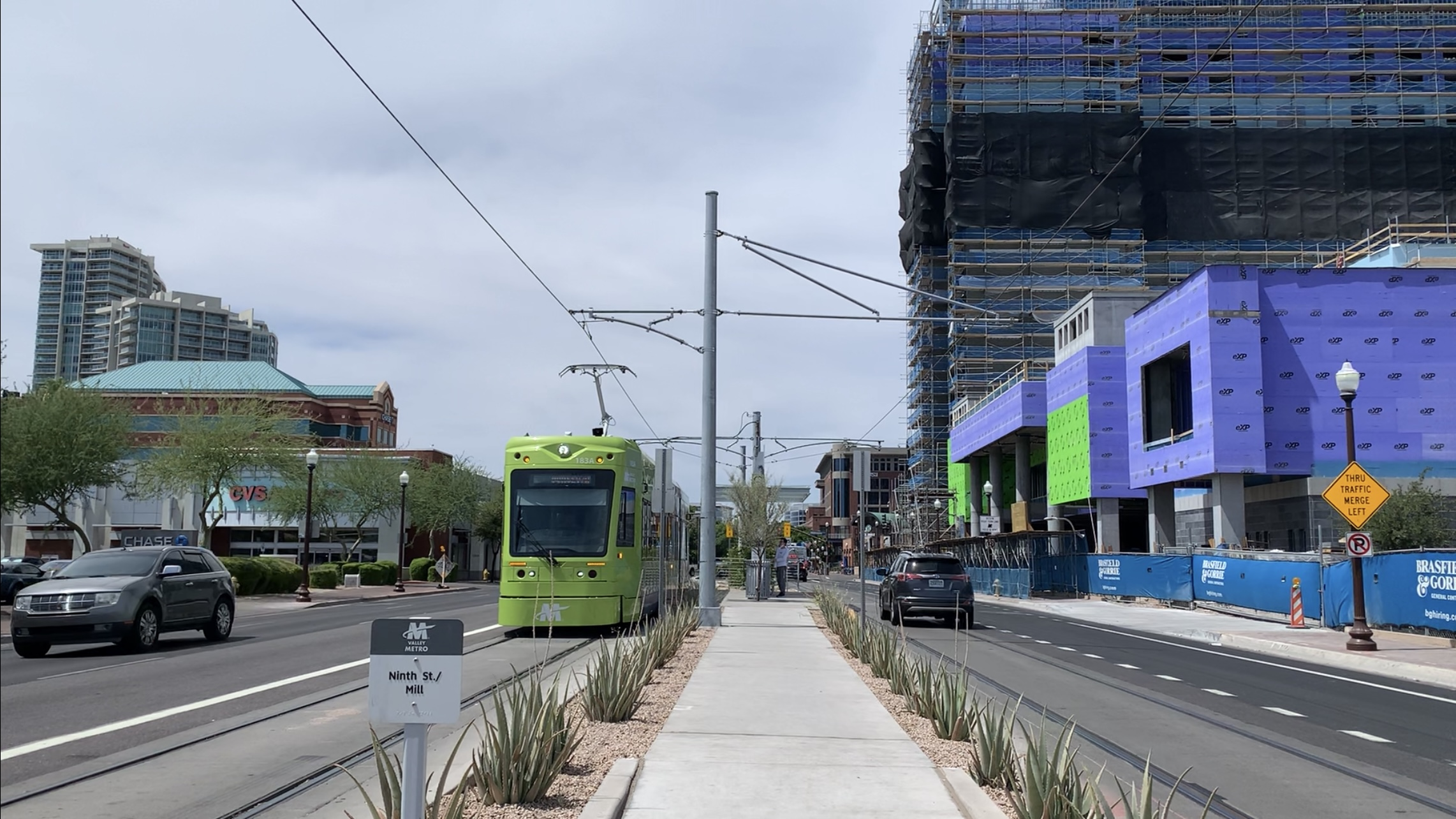
テンピ・ストリートカー

フェニックスの「バレーメトロレール」が市内を東西に横断しており、東側はメサ市内に続いている。運行はフェニックスのバレー・メトロ。2022年に路面電車「テンピ・ストリートカー」が開業した。バレーメトロレールと2箇所で接続している。運行はバレー・メトロが代行している。バレー・メトロは市内の路線バスも運行している。
テンピ市はオービットと呼ぶ無料の地域循環線を運行しており、週7日定期便を運行するアリゾナ州立大学に近いシャトル線が5本ある。その他フラッシュ（無料地域シャトル線）循環線は大学周辺の市北部で3本ある。テンピの住人や通勤者は広範に公共輸送体系を使っており、州内の何処よりもサービスが行き届いている。
フェニックス都市圏ではハイウェイが主要な交通手段であり、テンピも例外ではない。テンピを取り巻く高規格道路には、市の西端近くを走りブロードウェイカーブと交差する州間高速道路10号線、市の北側を横切る環状202号線、東の市境を走る環状101号線、および市の地理中心を東西に抜けるアメリカ国道60号線がある。
フェニックス・スカイハーバー国際空港がテンピの北西3kmにあり、北アメリカ中の各拠点やイギリスのロンドン、ハワイの各都市など、広範な航空路を利用できる。

## 姉妹都市
テンピは8つの都市と姉妹都市を結んでいる。
- フランス、ボーリュー＝シュル＝メール
- アイルランド共和国カーロウ県、カーロウ
- ニュージーランド、ローワーハット
- ドイツ、レーゲンスブルク
- 北マケドニア、スコピエ
- 中華人民共和国江蘇省、鎮江市
- マリ、トンブクトゥ
- イラク、バービル県、ヒッラ

北マケドニアのスコピエとは1971年以来姉妹都市を結んでおり、最新のアイルランド共和国のカーロウとは1998年に結んだ。1998年、2004年および2008年に「最善の姉妹都市全体計画」に投票で選ばれてきた。
毎年、28人の候補者が姉妹都市の1つへの旅行機会を与えられている。候補者達は活発なインタビューを受け、旅行費用は無料でこれらの国の一つに旅する。テンピ姉妹都市コーポレーションはボランティアによって構成されており、旅行費用を全て負担することではアメリカ合衆国でも数少ない姉妹都市計画の一つになっている。